# Alfabet

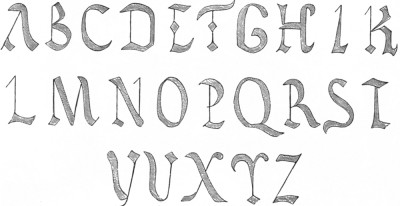
Alfabet, Vaticaan, 8e eeuw.

Een alfabet (meervoud: alfabetten) of alfabetisch schrift is een verzameling symbolen om equivalenten van klanken in de gesproken taal schriftelijk weer te geven. Alfabetische schriften vormen een van de hoofdgroepen van het schrift. De tekens van een alfabet worden onder inachtname van bepaalde grammaticale regels tot woorden samengevoegd, waarmee geschreven taal gevormd wordt.
Het eerste volledig fonemische schrift, het Proto-Kanaänitisch schrift, later bekend als het Fenicisch alfabet, wordt gezien als het eerste alfabet. Het is de voorouder van de meeste moderne alfabetten, waaronder het Arabisch alfabet, Grieks alfabet, Latijns alfabet, cyrillisch alfabet, Hebreeuws alfabet, en mogelijk ook de Brahmische schriften. De Amerikaanse linguïst Peter T. Daniels (1951) maakte echter onderscheid tussen een abugida (een set letters die medeklinkers in de vorm van basisletters met diakritische tekens aanpassen om zo klinkers te vertegenwoordigen, zoals in het Devanagari en andere Brahmische schriften), een abjad (waarin de letters grotendeels of alleen medeklinkers vertegenwoordigen, zoals in het oorspronkelijke Fenicisch, Hebreeuws of Arabisch) en een "echt" alfabet (een set letters die zowel klinkers als medeklinkers vertegenwoordigen). In de strikte zin van het woord alfabet, was het eerste "echte" alfabet het Griekse alfabet, dat ontwikkeld werd vanuit het eerdere Fenicische alfabet.
Van de tientallen alfabetten die in gebruik zijn, is het Latijns alfabet het meest populair. Het Latijns alfabet werd afgeleid van het Griekse alfabet, en wat veel talen aanpassen door letters toe te voegen door middel van het aanpassen van bestaande letters met diakritische tekens. Terwijl de meeste alfabetten over letters beschikken die bestaan uit lijnen, zijn er ook uitzonderingen zoals de alfabetten gebruikt in braille. Het Khmerschrift (voor het Cambodjaans) is het langste alfabet, met 74 letters.
Alfabetten worden meestal geassocieerd met een standaard lettervolgorde, dit heet een alfabetische volgorde. Dit betekent ook dat de letters gebruikt kunnen worden voor het nummeren in lijsten.

## Etymologie
Het woord alfabet is een samenstelling van de namen van de eerste twee letters van het Griekse alfabet: alfa (α) en bèta (β).
De woorden alfa en bèta hebben geen betekenis. Ze komen uit het Fenicisch. "Alef" betekent os en "beth" betekent huis. Aanvankelijk waren de lettertekens namelijk kleine tekeningetjes: een alef was een os, een beth een huis, een gimel een werpstok, een daleth een deur.

## Geschiedenis

### Oude schriften van Noordoost-Afrika en het Midden-Oosten

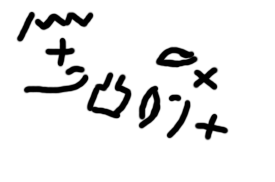
Een exemplaar van het Proto-Sinaïtische schrift, een van de vroegste (zo niet de allereerste) fonemische schriften

De geschiedenis van het alfabet begon in het Oude Egypte. Het Egyptische schrift had een set van ongeveer 24 hiërogliefen die eenconsonantentekens worden genoemd, om lettergrepen weer te geven die beginnen met een enkele medeklinker van hun taal, plus een klinker (of geen klinker) die door de moedertaalspreker moet worden geleverd. Deze tekens werden gebruikt als uitspraakgidsen voor logogrammen, om grammaticale verbuigingen te schrijven en later om leenwoorden en buitenlandse namen te transcriberen.
In de Midden-Bronstijd verschijnt een ogenschijnlijk 'alfabetisch' systeem dat bekend staat als het Proto-Sinaïtische schrift in Egyptische turkooismijnen op het schiereiland Sinaï, rond de 15e eeuw voor Christus, blijkbaar achtergelaten door Kanaänitische arbeiders. In 1999 ontdekten John en Deborah Darnell een nog eerdere versie van dit eerste alfabet in Wadi el-Hol uit circa 1800 v.Chr., dat bewijs aanbracht dat het schrift was aangepast van specifieke vormen van Egyptische hiërogliefen die konden worden gedateerd rond 2000 v.Chr., wat sterk suggereert dat rond die tijd het eerste alfabet was ontwikkeld. Op basis van het uiterlijk van de letters en namen wordt aangenomen dat het gebaseerd is op Egyptische hiërogliefen. Dit schrift had geen tekens die klinkers vertegenwoordigden, hoewel het oorspronkelijk waarschijnlijk een syllabisch schrift was, maar onnodige tekens werden verworpen. Een alfabetisch spijkerschrift met 30 tekens, waaronder drie tekens die de volgende klinker aangeven, werd uitgevonden in Ugarit vóór de 15e eeuw voor Christus. Dit schrift werd niet meer gebruikt na de vernietiging van Ugarit. Het Proto-Sinaïtisch schrift ontwikkelde zich uiteindelijk tot het Fenicische alfabet (gewoonlijk 'Proto-Kanaänitisch' genoemd) vóór ongeveer 1050 voor Christus. Het Proto-Sinaitische of Proto-Kanaänitische schrift en het Ugaritische schrift waren de eerste schriften met een beperkt aantal tekens, in tegenstelling tot de andere veelgebruikte schriften destijds, zoals het spijkerschrift, Egyptische hiërogliefen en Lineair B.
De oudste tekst in het Fenicische schrift is een inscriptie op de sarcofaag van koning Ahiram. Dit schrift is het moederschrift van alle westerse alfabetten. Tegen de tiende eeuw voor Christus, zijn er nog twee andere vormen te onderscheiden, namelijk Kanaänitisch en Aramees. Het Aramees gaf aanleiding tot het Hebreeuwse alfabet. Het Zuid-Arabische alfabet, een zusterschrift van het Fenicische alfabet, is het schrift waaruit het Ethiopisch schrift (Ge'ez-alfabet) (een abugida) afstamt. Alfabetten zonder klinkers worden abjads genoemd, zoals het Arabisch, Hebreeuws en Syrisch. De abjad manier van schrijven is goed aangepast aan de morfologische structuur van de Semitische talen waarvoor het is ontwikkeld. Dit komt omdat woorden in Semitische talen worden gevormd uit een wortel die bestaat uit (meestal) drie medeklinkers, waarbij de klinkers worden gebruikt om verbuigende of afgeleide vormen aan te duiden. Het weglaten van klinkers was niet altijd een bevredigende oplossing en soms worden bepaalde 'zwakke' medeklinkers gebruikt om de klinkerkwaliteit van een lettergreep aan te duiden (matres lectionis). Deze letters hebben een dubbele functie omdat ze ook als pure medeklinkers worden gebruikt. Soms worden voor de klinkers aparte diakritische tekens ingevoegd; dit noemt men vocalisatie. Het Fenicische schrift was waarschijnlijk het eerste fonemische schrift en bevatte slechts ongeveer twee dozijn verschillende letters, waardoor het een eenvoudig schrift was dat gewone handelaren konden leren. Een ander voordeel van Fenicisch was dat het kon worden gebruikt om veel verschillende talen op te schrijven, omdat het fonemisch woorden beschreef. Het schrift werd door de Feniciërs verspreid over de Middellandse Zee.

### Europese alfabetten

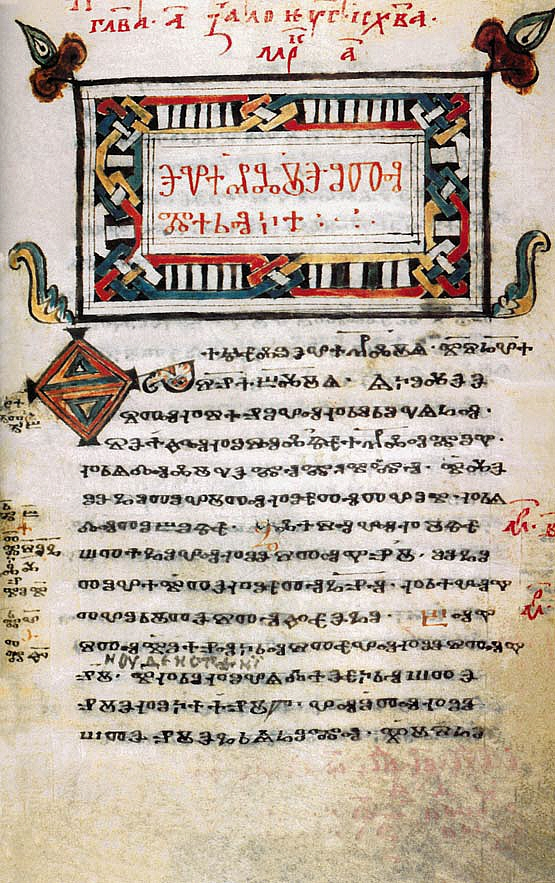
Codex Zographensis in het Glagolitische alfabet uit het middeleeuwse Bulgarije

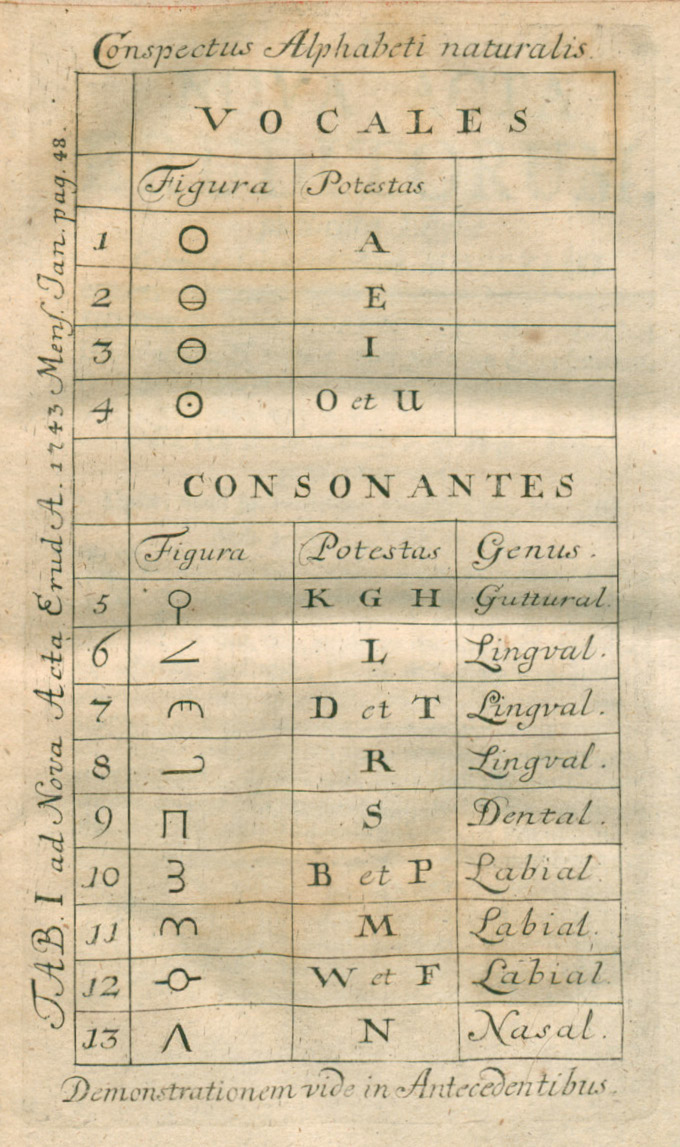
Illustratie uit de Acta Eruditorum, 1741

In Griekenland werd het Fenicische schrift aangepast door klinkers toe te voegen, wat daarmee de voorouder van alle alfabetten in het Westen creëerde. Het was het eerste alfabet waarin klinkers onafhankelijke lettervormen hadden die los stonden van die van medeklinkers. Klinkers zijn belangrijk in de Griekse taal, in tegenstelling tot de Semitische talen waarvoor het Fenicische schrift was ontworpen, bijvoorbeeld het syllabische Lineair B-schrift dat werd gebruikt door de Myceense Grieken uit de 16e eeuw voor Christus, had 87 tekens, waaronder vijf klinkers. De Grieken kozen letters die klanken vertegenwoordigden die niet in het Grieks bestonden om de klinkers te vertegenwoordigen. De alef werd de a-klank, de he een e-klank, de ayin werd de ypsilon, en een grote o, de omega, werd toegevoegd. Bovendien gingen de Grieken van links naar rechts schrijven, waardoor de letters werden omgeklapt. In de beginjaren waren er veel varianten van het Griekse alfabet, een situatie die ervoor zorgde dat er veel verschillende alfabetten uit voortkwamen.
Het Proto-Sinaïtisch schrift en Fenicisch alfabet vergeleken met afgeleiden alfabetten:
| Proto-Sinaïtisch | Fenicisch | Naam   | Betekenis | Getalswaarde | Transliteratie | Corresponderende letter in het | Corresponderende letter in het | Corresponderende letter in het | Corresponderende letter in het |
| Proto-Sinaïtisch | Fenicisch | Naam   | Betekenis | Getalswaarde | Transliteratie | Hebreeuws                      | Arabisch                       | Grieks                         | Latijn                         |
| ---------------- | --------- | ------ | --------- | ------------ | -------------- | ------------------------------ | ------------------------------ | ------------------------------ | ------------------------------ |
|                  | Aleph     | ʾāleph | os        | 1            | ʾ              | א                              | ﺍ                              | Αα                             | Aa                             |
|                  | Beth      | bēth   | huis      | 2            | b              | ב                              | ﺏ                              | Ββ                             | Bb                             |
|                  | Gimel     | gīmel  | kameel    | 3            | g              | ג                              | ﺝ                              | Γγ                             | Cc, Gg                         |
|                  | Daleth    | dāleth | deur      | 4            | d              | ד                              | ﺩ                              | Δδ                             | Dd                             |
|                  | He        | hē     | venster   | 5            | h              | ה                              | ﻩ                              | Εε                             | Ee                             |
|                  | Waw       | wāw    | haak      | 6            | w              | ו                              | ﻭ                              | (Ϝ ϝ), Υυ                      | Ff, Uu, Vv, Ww, Yy             |
|                  | Zayin     | zayin  | wapen     | 7            | z              | ז                              | ﺯ                              | Ζζ                             | Zz                             |
|                  | Heth      | ḥēth   | hek       | 8            | ḥ              | ח                              | ﺡ                              | Ηη                             | Hh                             |
|                  | Teth      | ṭēth   | wiel      | 9            | ṭ              | ט                              | ﻁ                              | Θθ                             |                                |
|                  | Yodh      | yōdh   | arm       | 10           | y              | י                              | ﻱ                              | Ιι                             | Ii, Jj                         |
|                  | Kaph      | kaph   | palm      | 20           | k              | כ                              | ﻙ                              | Κκ                             | Kk                             |
|                  | Lamedh    | lāmedh | prikkel   | 30           | l              | ל                              | ﻝ                              | Λλ                             | Ll                             |
|                  | Mem       | mēm    | water     | 40           | m              | מ                              | ﻡ                              | Μμ                             | Mm                             |
|                  | Nun       | nun    | slang     | 50           | n              | נ                              | ﻥ                              | Νν                             | Nn                             |
|                  | Samekh    | sāmekh | vis       | 60           | s              | ס                              |                                | Ξξ, Χχ                         | Xx                             |
|                  | Ayin      | ʿayin  | oog       | 70           | ʿ              | ע                              | ﻉ                              | Οο                             | Oo                             |
|                  | Pe        | pē     | mond      | 80           | p              | פ                              | ﻑ                              | Ππ                             | Pp                             |
|                  | Sade      | ṣādē   | papyrus   | 90           | ṣ              | צ                              | ﺹ                              | (Ϻϻ)                           |                                |
|                  | Qoph      | qōph   | aap       | 100          | q              | ק                              | ﻕ                              | (Ϙϙ)                           | Qq                             |
|                  | Res       | rēš    | hoofd     | 200          | r              | ר                              | ﺭ                              | Ρρ                             | Rr                             |
|                  | Sin       | šin    | tand      | 300          | š              | ש                              | ﺱ                              | Σσ                             | Ss                             |
|                  | Taw       | tāw    | teken     | 400          | t              | ת                              | ﺕ                              | Ττ                             | Tt                             |

Het Griekse alfabet, in zijn Euboea-vorm, werd door Griekse kolonisten overgebracht naar het Italiaanse schiereiland, waar het een verscheidenheid aan Oud-Italische schriften opleverde waarmee de Italische talen werden geschreven. Een alfabet daarvan werd het Klassiek Latijns alfabet, dat door Europa werd verspreid toen de Romeinen hun rijk uitbreidden. Zelfs na de val van de Romeinse staat overleefde het alfabet in intellectuele en religieuze werken. Het werd uiteindelijk gebruikt voor de nazaten van het Latijn (de Romaanse talen) en vervolgens voor de meeste andere talen van Europa. De oudste gedrukte leerboekjes voor scholen uit ca. 1450 met daarin het abc, werden abecedaria genoemd. Sommige aanpassingen van het Latijnse alfabet worden aangevuld met ligaturen, zoals æ in het Deens en IJslands en Ȣ in het Algonkisch; door leningen van andere alfabetten, zoals de thorn þ in het Oud-Engels en IJslands, afkomstig van de Futhark-runen; en door het wijzigen van bestaande letters, zoals de eth ð van het Oud-Engels en IJslands, wat een aangepaste d is. Andere alfabetten gebruiken alleen een deel van het Latijnse alfabet, zoals het Hawaiiaans en het Italiaans, dat de letters j, k, x, y en w alleen in vreemde woorden gebruikt. Of het Fries, waar de letters q en x  in de hedendaagse spelling niet gebruikt worden.
Een ander opmerkelijk schrift is het Oudere Futhark, waarvan wordt aangenomen dat het is voortgekomen uit een van de Oud-Italische schriften. Ouder Futhark gaf aanleiding tot een verscheidenheid aan alfabetten die gezamenlijk bekend staan als de runenschriften. De runenschriften werden gebruikt voor Germaanse talen van 100 n.Chr. tot de late middeleeuwen. Het gebruik is meestal beperkt tot gravures op steen en sieraden, hoewel er ook inscripties zijn gevonden op bot en hout. Deze alfabetten zijn sindsdien vervangen door het Latijnse alfabet, behalve voor decoratief gebruik waarvoor de runen tot de 20e eeuw in gebruik bleven.
Het Oud-Hongaarse schrift is een schrift van de Hongaren. Het was in gebruik gedurende de hele geschiedenis van Hongarije, zij het niet als een officieel schrift. Vanaf de 19e eeuw werd het weer steeds populairder.
Het Glagolitisch alfabet was het eerste schrift van de liturgische taal Oudkerkslavisch en werd, samen met het Griekse unciale schrift, de basis van het Cyrillische schrift. Cyrillisch is een van de meest gebruikte moderne alfabetische schriften en valt op door zijn gebruik in Slavische talen en ook voor andere talen binnen de voormalige Sovjet-Unie. Cyrillische alfabetten zijn onder meer het Servisch, Macedonisch, Bulgaars, Russisch, Wit-Russisch en Oekraïens. Het Glagolitische alfabet zou zijn gecreëerd door de monniken Cyrillus en Methodius, terwijl het Cyrillische alfabet is uitgevonden door Clemens van Ohrid, die hun leerling was. Ze bevatten veel letters die lijken te zijn geleend van of beïnvloed door het Griekse alfabet en het Hebreeuwse alfabet.
Het langste Europese alfabet is het Latijn-afgeleide Slowaakse alfabet met 46 letters.

### Aziatische alfabetten
Afgezien van het logografische Chinese schrift, bestaan er in Azië veel fonetische schriften. Het Arabische alfabet, het Hebreeuwse alfabet, het Syrische alfabet en andere abjaden van het Midden-Oosten zijn ontwikkelingen van het Aramese alfabet. Vanuit het Syrische alfabet ontwikkelde het Sogdische alfabet, wat weer doorontwikkelde tot het Oudturkse alfabet en het Oudoeigoerse alfabet. Het Mongoolse schrift is een ontwikkeling van het Oudoeigoerse alfabet.
De meeste alfabetische schriften van India en Oost-Azië stammen af van het Brahmischrift, waarvan vaak wordt aangenomen dat het een afstammeling is van het Aramees.

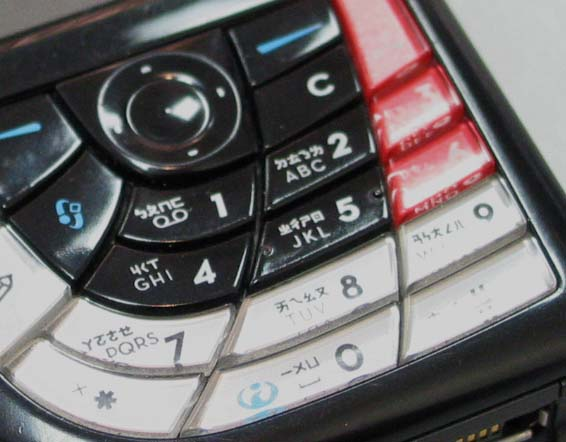
Zhuyin op een mobiele telefoon

In Korea werd het Hangul-alfabet gecreëerd door Sejong de Grote. Hangul is een uniek alfabet: het is een alfabet waarbij veel van de letters zijn ontworpen volgens de plaats van articulatie van een klank (P ziet eruit als een verwijde mond, L ziet eruit als een ingetrokken tong, enz.); het ontwerp was gepland door de toenmalige regering; en het plaatst individuele letters in lettergreepbundels van gelijke afmetingen, op dezelfde manier als Chinese karakters, om het schrijven in gemengd schrift mogelijk te maken (één lettergreep neemt altijd één blok ruimte in beslag, ongeacht het aantal letters dat wordt gestapeld in het bouwen van dat geluidsblok).
Zhuyin (ook wel Bopomofo genoemd ) is een semi-syllabisch schrift dat wordt gebruikt om Mandarijn-Chinees fonetisch te transcriberen in de Republiek China. Na de latere oprichting van de Volksrepubliek China en de goedkeuring van Hanyu pinyin is het gebruik van Zhuyin tegenwoordig beperkt, maar wordt het nog steeds veel gebruikt in Taiwan, waar de Republiek China nog steeds regeert. Zhuyin is ontwikkeld uit een vorm van Chinees snelschrift gebaseerd op Chinese tekens aan het begin van de 20e eeuw en heeft elementen van zowel een alfabet als een syllabisch schrift. Net als bij een alfabet worden de fonemen van eerste lettergrepen weergegeven door individuele tekens, maar net als bij een syllabisch schrift worden de fonemen van de eindlettergrepen dat niet; in plaats daarvan wordt elke mogelijke eindlettergreep (behalve de /j/) weergegeven met een eigen letter. Bijvoorbeeld wordt luan weergegeven als ㄌㄨㄢ (luan), waarbij het laatste symbool ㄢ het hele uiteindelijke -an vertegenwoordigt. Hoewel Zhuyin normaal gesproken niet wordt gebruikt als een zelfstandig schrijfsysteem, wordt het nog steeds vaak gebruikt op een manier die lijkt op een romanisatiesysteem – dat wil zeggen voor hulp bij de uitspraak en als invoermethode voor Chinese karakters op computers en mobiele telefoons.
Europese alfabetten, met name het Latijns en Cyrillisch, zijn aangepast voor veel talen in Azië. Arabisch wordt ook veel gebruikt, soms als abjad (zoals bij het Urdu en Perzisch) en soms als compleet alfabet (zoals bij het Koerdisch en Oeigoers).

## Typen alfabetten
Verschillende schriftsystemen hebben uiteraard verschillende alfabetten. Ook de principes waarvoor de alfabetten worden gebruikt, verschillen per taal. Meer informatie hierover is te vinden onder het lemma spelling. De term "alfabet" wordt zowel door taalkundigen als paleografen in brede en strikte zin gebruikt. In bredere zin is een alfabet een schrift dat segmentaal is op foneemniveau, dat wil zeggen dat het afzonderlijke tekens heeft voor individuele klanken en niet voor grotere eenheden zoals lettergrepen of woorden. In striktere zin onderscheiden sommige geleerden 'echte' alfabetten van twee andere soorten segmentale schriften, abjad's en abugida's. Deze drie schriften verschillen van elkaar in de manier waarop ze klinkers behandelen: abjad's hebben letters voor medeklinkers en laten de meeste klinkers ongeschreven; abugida's zijn ook op medeklinkers gebaseerd, maar duiden klinkers aan met diakritische tekens of een systematische grafische wijziging van de medeklinkers. In alfabetten in strikte zin worden medeklinkers en klinkers daarentegen als onafhankelijke letters geschreven. Het vroegst bekende alfabet in bredere zin is het Wadi el-Hol-schrift, waarvan wordt gedacht dat het een abjad is, dat door middel van zijn opvolger Fenicisch de voorouder is van moderne alfabetten, waaronder het Arabisch, Grieks, Latijns (via het Oud-Italische alfabet), Cyrillisch (via het Griekse alfabet) en Hebreeuws (via het Aramees).

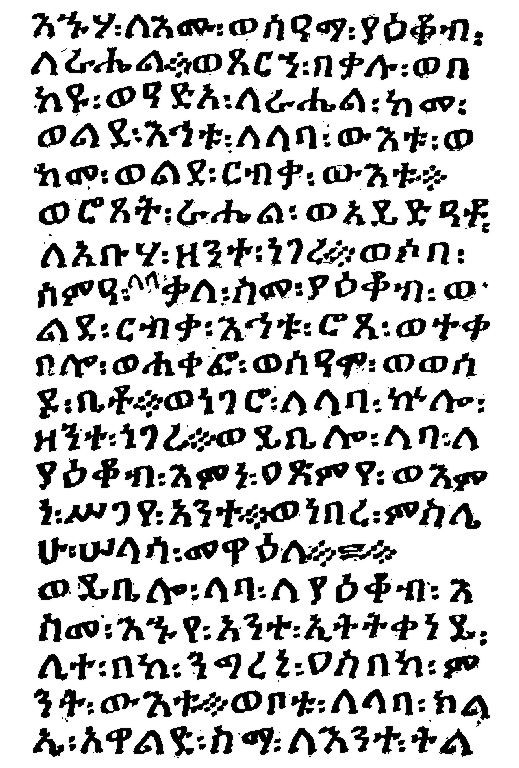
Ge'ez-schrift van Ethiopië en Eritrea

Voorbeelden van hedendaagse abjad's zijn de Arabische en Hebreeuwse schriften; echte alfabetten zijn onder andere het Latijns schrift, Cyrillisch schrift en het Koreaanse Hangul; en abugida's zijn onder andere het Ethiopisch schrift, het Devanagari en het Thaise alfabet.

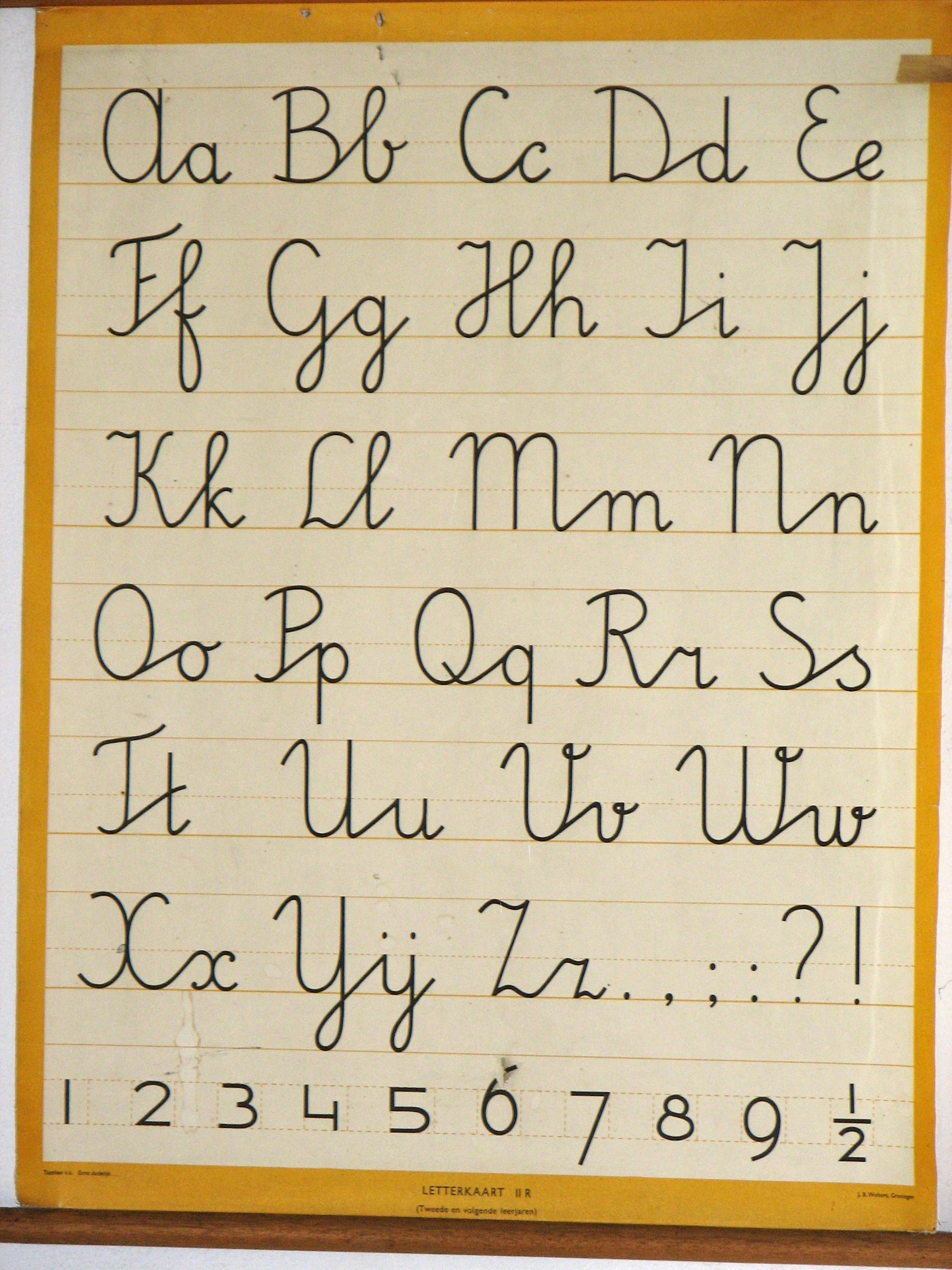
Schrijfletters zoals ze worden onderwezen in Nederland.

Het Latijnse alfabet, zoals gebruikt voor het Nederlands, kent 26 letters, waarvan er 6 worden gebruikt voor klinkers (vocaal; a, e, i, o, u en y) en 21 voor medeklinkers (de y wordt zowel als klinker als medeklinker gebruikt). De tekens van een alfabet kennen een vaste volgorde. De exacte reden van deze volgorde van het alfabet is onbekend. Van dit alfabet, evenals van andere alfabetten, bestaan veel varianten in schrijfwijze, waaronder het belangrijke onderscheid tussen schrijfletter en drukletter. Over de 25e letter, de Y (i-grec), is in het Nederlands enige discussie. Behalve deze letter wordt door sommigen ook de IJ als 25e letter gezien, al dan niet tezamen met de Y. Bij het oplezen van het alfabet wordt meestal de IJ genoemd. In de wetenschap worden woorden als Y-chromosoom en Y-as uitgesproken met IJ. Een letter met een diakritisch teken kan al of niet worden gezien als een andere letter, waardoor het aantal letters bij dezelfde 26 basisletters toch per taal verschillend is. In een tekencodering heeft zo'n teken bijvoorbeeld een aparte code. Op een toetsenbord is er niet altijd een aparte toets voor, maar wordt vaak eerst een toets voor het diakritische teken en dan dat voor de basisletter gebruikt.
Ter illustratie hieronder het Cyrillisch alfabet.

Het omzetten van het ene alfabet in het andere wordt transliteratie genoemd.

## Alfabetische volgorde

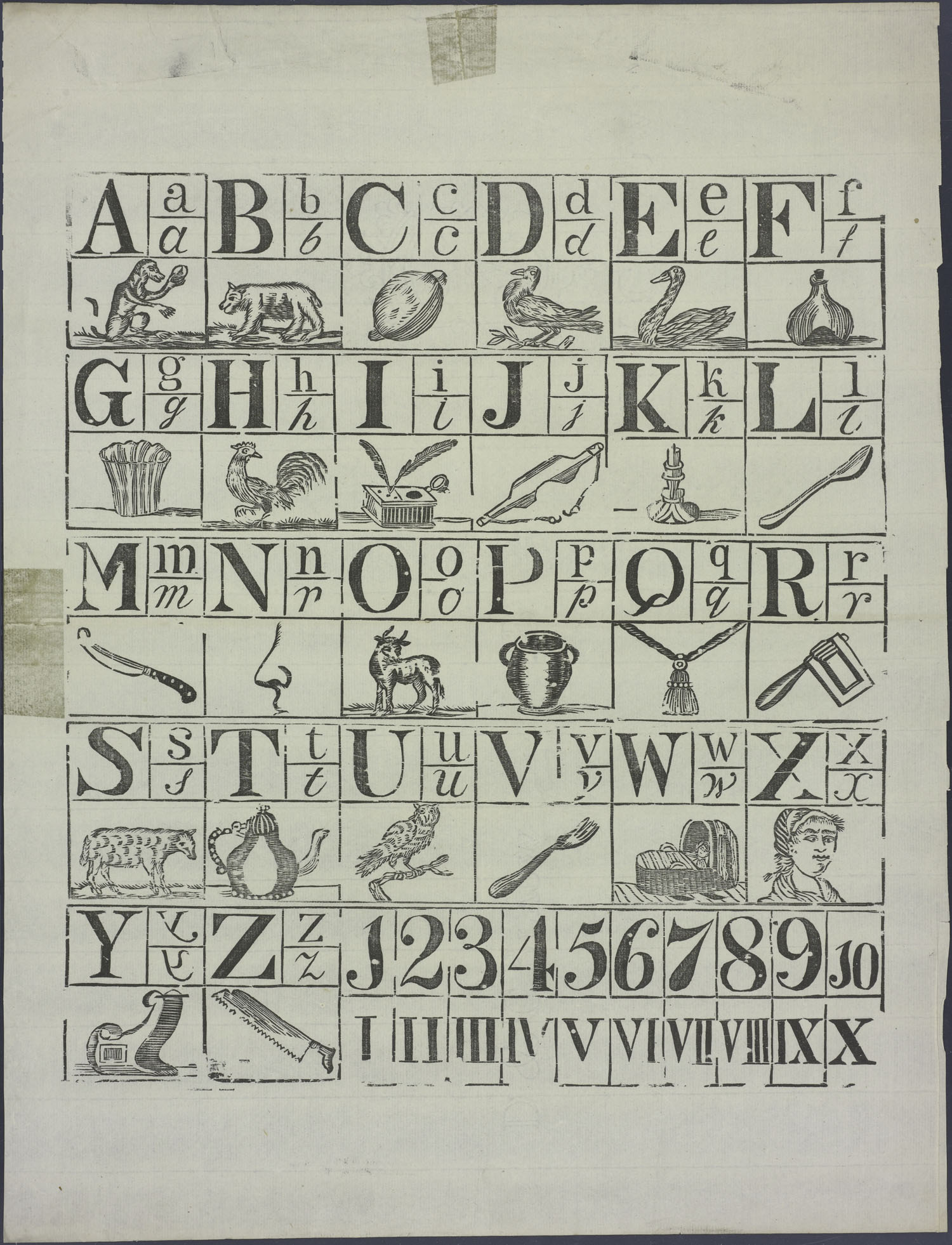
Alfabet met afbeeldingen (aap, beer, citroen, duif, enz.) op een 19e-eeuwse centsprent.

De gestandaardiseerde volgorde waarin de tekens in een alfabet geordend zijn, de alfabetische volgorde, is een hulpmiddel bij het systematisch ordenen van met name literatuur en wetenschappelijke informatie.
Het principe van alfabetisering maakt het bijvoorbeeld mogelijk om een boek in de bibliotheek op naam van de schrijver snel terug te vinden, of om een woord met de bijbehorende definitie snel op te zoeken in een woordenboek. Deze manier van ordenen wordt ook lexicografische ordening genoemd.

## Alfabet versus fonetiek
De term alfabet wordt soms omschreven als: "een systeem waarin elk teken of grafeem een vaste klank of klankeenheid representeert", geheel volgens de fonetische en de fonematische principes, maar deze omschrijving klopt slechts ten dele. Hoewel veel schriftsystemen inderdaad een tot op zekere hoogte fonetische spelling kennen, is er zelden of nooit sprake van een volledige "een-op-een-relatie". In een volmaakt fonetisch alfabet zouden letters en klanken perfect in wederzijdse richting combineren: een schrijver zou de spelling van een woord altijd kunnen afleiden uit de uitspraak ervan, en omgekeerd zou een spreker de juiste uitspraak van een woord altijd kunnen afleiden uit de spelling. De uitspraak van een taal verandert echter onafhankelijk van het systeem waarin de taal opgeschreven wordt. In het Engels wordt bijvoorbeeld de lange o-klank weergegeven door "o" in potato, "oe" in toe, "ough" in though. De "o" kan echter behalve als o in potato ook klinken als oe-klank in to, als een korte o in month, als ou in tower en als stomme e in dungeon.
Spellingsystemen worden niet zelden geleend door talen waarvoor ze oorspronkelijk niet bedacht zijn. Uitspraakregels zorgen ervoor dat in letters bepaalde fonologische contexten anders moeten worden geschreven, omdat de klank die ze eigenlijk vertegenwoordigen daar niet precies hetzelfde is. Er wordt dan – meestal boven de letter zelf – nog een extra teken gezet, het zogeheten diakritische teken: baño (Spaans: "bad"), misère (Frans), etc.

## Gerelateerde onderwerpen
- Aramees alfabet
- Armeens alfabet
- Etruskisch alfabet
- Georgisch alfabet
- Glagolitisch alfabet
- Gotisch alfabet
- Hangul (Koreaans alfabet)
- Hongaars alfabet
- Kana (Japanse fonetische schriften; Hiragana, Katakana)
- Koptisch alfabet
- Morse
- NAVO-spellingsalfabet (voor onder andere de lucht- en de scheepvaart)
- Nederlands alfabet
- Ogham-alfabet
- Oud-Permisch alfabet
- Runen
- Stenografie
- Thais schrift
- Tibetaans schrift